# Warburg (Alberta)
Warburg es un pueblo canadiense situado en la provincia de Alberta.

## Superficie
Warburg tiene una superficie de 2,56 km².

## Demografía
En 2021, tenía 676 habitantes, una densidad poblacional de 264,5 hab./km², y 325 viviendas.